# Aviseq Critical Communication
Aviseq Critical Communication AB är ett svenskt statligt bolag, som övervakar, driftar och underhåller teknisk utrustning och system över hela Sverige.

## Historia
Aviseq Critical Communication AB bildades våren 2020 när Luftfartsverket (LFV) förvärvade Eltel Networks Aviation & Security AB.
I juni 2019  tecknade LFV och Eltel Networks en avsiktsförklaring kring ett förvärv av affärsområdet Aviation & Security. Som största kund och med anledning av säkerhetsskyddslagen, LFV:s sourcingstrategi, det återupptagna totalförsvaret och omvärldsförändringar, bedömde LFV att driften och supporten av de operativa systemen borde ske i egen regi.
Förvärvet genomfördes i och med aktieöverlåtelsen 30 april 2020. Aviseq är ett helägt dotterbolag i LFV Holding AB.

Sedan 1 maj 2020 är Robert Sporrong VD för bolaget. 